# Lycaena xanthica
Lycaena xanthica är en fjärilsart som beskrevs av Percy I. Lathy 1926. Lycaena xanthica ingår i släktet Lycaena och familjen juvelvingar. Inga underarter finns listade i Catalogue of Life.